# Genética do autismo
Compreender a genética do autismo tem sido mais difícil do que se esperava na década de 90, quando havia a expectativa de que o estudo do genoma de aproximadamente 300 famílias com indivíduos autistas revelaria rapidamente quais genes estão ligados à predisposição para desenvolver o transtorno. O que já está estabelecido é que o autismo tem uma base genética significativa, não sendo claro, ainda, se os transtornos do espectro autista (TEA) estão mais ligados a mutações raras, mas com efeitos significativos, ou a interações poligênicas raras entre variantes genéticas comuns. 

Problemas em um único gene e alterações cromossômicas estruturais visíveis ao microscópio correspondem, cada um, a aproximadamente 5% do total dos casos de autismo, e questões ligadas a variações no número de cópias (deleções e duplicações) estão relacionadas a 10-20% dos casos de autismo. A suscetibilidade ao desenvolvimento do autismo variaria desde causas raras, de herança mendeliana, até um risco genético mais complexo, envolvendo a interação entre múltiplos genes e o ambiente. No entanto, ainda não se conhece o quanto cada uma das diferentes formas de risco genético contribui para a arquitetura genética do TEA na população.
Numerosos genes foram identificados como “candidatos” ao posto de causadores de autismo, mas verificou-se que pouco efeito pode ser atribuído a cada gene individualmente. A maioria dos loci gênicos estão relacionados, individualmente, a menos de 1% dos casos de autismo.

Duplicações da região do cromossomo 15 ligadas à Síndrome de Prader Willi/Angelman, herdadas da mãe, são a anomalia cromossômica mais comumente detectada nos portadores de autismo, presente em 1 a 3% dos casos. Ainda, verifica-se que crianças com Síndrome de Down e Síndrome de Turner são portadoras de autismo em proporção maior do que a esperada, com estudos constatando a incidência de autismo em crianças com Síndrome de Down como sendo da ordem de 7%. Há, ainda, um número excessivo de garotas com Síndrome de Turner que se encaixam nos critérios diagnósticos para autismo. Apesar de haver registros de autismo ligados a outras alterações ligadas aos cromossomos sexuais (47,XXX - Trissomia do X, 47,XXY - Síndrome de Klinefelter, e 47,XYY - Síndrome de Jacobs), não parece haver uma associação significativa entre essas condições.

Vários estudos já foram realizados na tentativa de determinar a herdabilidade do autismo, ou seja, que proporção da variação verificada entre indivíduos em relação a uma dada característica (o autismo, nesse caso) é devida a fatores genéticos. Estudos realizados com gêmeos na década de 90 no Reino Unido e no Norte da Europa indicavam que a herdabilidade do autismo seria alta, da ordem de 0,7, chegando a 0,9 para o fenótipo ampliado do autismo, sendo que irmãos de portadores de autismo teriam 25 vezes mais chances de serem autistas do que a população em geral. Estudos mais recentes estimam o risco de recorrência (o nascimento de outro filho com a mesma condição) como sendo de 18,7%, indicando que a herdabilidade do autismo seria da ordem de 83%, ou 0,83. Em ambos os casos, isso significa que fatores genéticos são responsáveis pela maior parte do risco de desenvolvimento de autismo, com fatores ambientais contribuindo em uma proporção muito menor para o risco em questão.

Há um grande número de indivíduos autistas com familiares não afetados, o que se entende resultar de variações genômicas estruturais espontâneas (como deleções, duplicações ou inversões) ocorridas ou durante a formação dos gametas que deram origem ao indivíduo em questão ou após a fecundação. Consequentemente, uma fração considerável de casos de autismo pode estar ligada a causas genéticas que são herdáveis (caso a pessoa afetada tenha filhos) mas não foram herdadas, ou seja, situações em que as mutações detectadas não estão presentes no genoma dos pais.

É preciso destacar, no entanto, que descobrir qual mutação o paciente apresenta não é suficiente, dado que uma mesma mutação pode resultar em características comportamentais e morfológicas com um significativo grau de variabilidade, mesmo em membros afetados de uma mesma família estendida. Essas diferenças enfatizam a importância do estudo quanto à influência de variantes genéticas comuns, de fatores epigenéticos relacionados à idade dos pais e de interações entre genes e ambiente na determinação da penetrância e expressão de variantes raras, especialmente quando os pais da pessoa afetada são aparentemente saudáveis.

No que se refere à diferença entre os sexos, há uma super-representação de homens em comparação com as mulheres (são 4 homens diagnosticados para cada mulher), um efeito que não parece estar relacionado com os genes presentes no cromossomo X; ou seja, o autismo pode estar subdiagnosticado em mulheres e crianças devido à concepção de que se trata de uma condição que afeta primariamente os homens. A proporção acima indicada se aproxima de 1:1 quando casos graves do transtorno são considerados.

Em suma, a genética tem um papel causador importante no autismo, o que se dá de forma bastante complexa em decorrência do papel crucial exercido por múltiplas interações gênicas e por influências ambientais epigenéticas sobre a expressão do genoma de cada indivíduo.

## Desequilíbrio de glutamato
Glutamato é o principal neurotransmissor excitatório no cérebro e pode ter um papel chave no autismo. A literatura reporta tanto modelos de hiperglutamato como o inverso.. O que tornou-se evidente é o envolvimento de um desequilíbrio excitatório/inibitório nos mecanismos dos quais o glutamato participa na aparição do autismo. . A associação de genes que codificam proteínas relacionadas aos receptores de glutamato no cérebro ao TEA se mostra mais expressiva na identificação de genes de risco, embora a heterogeneidade ao longo do espectro do autismo torne mais provável a associação de diversos genes, tendo como resultado final os fenótipos associados ao autismo.. A possibilidade deste agente ser representativo na manutenção da condição autista aponta para novas possibilidades de intervenção farmacológica, através da regulação do glutamato no cérebro.

## Alguns genes associados a TEA
| Gene            | OMIM/#         | Locus       | Descrição |
| --------------- | -------------- | ----------- | --- |
| CDH9, CDH10     |                | 5p14.1      | Um par de estudos de associação genômica ampla de 2009 encontrou relação entre autismo e seis polimorfismos de nucleotídeo simples em região intergênica entre CDH10 (caderina 10) e CDH9 (caderina 9). Estes genes codificam moléculas responsáveis por adesão de células neuronais, implicando-as no mecanismo do autismo. |
| CDH8            |                | 16q21       | Um estudo baseado em famílias identificou uma deleção de CDH8 que foi transmitida a três de cada três crianças afetadas e a zero de quatro irmãos não afetados. Maiores evidências sobre o papel de CDH8 vem da inversão espontânea de 1,52 megabases que perturba o gene de uma criança afetada. |
| MAPK3           |                | 16p11.2     | Um estudo de 2008 observou uma deleção de novo de 593 kb neste cromossomo em cerca de 1% de pessoas com autismo e similarmente na duplicação recíproca da região. Outro estudo de 2008 também encontrou duplicações e deleções associadas ao TEA neste locus. Este gene codifica a ERK1, proteína da subfamília das kinases ativadas por sinal extracelulares das kinases proteicas ativadas por mitógeno, que são elementos centrais de um caminho de sinalização intracelular que transmite sinais de superfícies celulares a interiores. Foi descoberto que 1% de crianças com autismo têm ou perda ou duplicação na região no cromossomo 16 que abrange o gene para ERK1. Uma perturbação similar nesta via também é encontrada em síndromes neuro-cardio-faciais-cutâneas (NCFC), que são caracterizadas por distúrbios no desenvolvimento crânio-facial que também podem ser encontrados em alguns casos de autismo.. |
| SERT (SLC6A4)   |                | 17q11.2     | Este locus gènico foi associado com comportamentos rígido-compulsivos. Notavelmente, também foi associado à depressão, mas somente como resultante de adversidade social, embora outros estudos não tenham encontrado conexão. Linkage significante em famílias com apenas homens afetados foi mostrado. Pesquisadores também sugeriram que o gene contribui para a hiperserotonemia. Apesar disso, uma metaanálise de estudos baseados em famílias e populações de 2008 não encontrou associação global entre autismo e ou inserção/deleção de promotor (5-HTTLPR) ou os polimorfismos do intron 2 VNTR (STin2 VNTR). |
| CACNA1G         |                | 17q21.33    | Marcadores associados com um intervalo contendo este gene são associados com TEA em nível localmente significante. A região provavelmente abriga uma combinação de múltiplos alelos raros e comuns que contribuem para risco genético para TEA. |
| GABRB3, GABRA4  |                | Múltiplos   | GABA é o principal neurotransmissor inibitório no cérebro humano. Ma et al. (2005) concluiu que GaBRA4 está envolvido na etiologia do autismo e potencialmente aumenta risco de autismo através de interação com GABRB1. O gene GABRB4 foi associado a habilidades de savants. O rato deficiente no gene GABRB3 foi proposto como modelo para TEA. |
| EN2             |                | 7q36.2      | Acredita-se que Engrailed 2 está associado com desenvolvimento cerebelar. Benayed et al. (2005) estima que este gene contribua para até 40% dos casos de TEA, cerca de o dobro da prevalência na população geral. Pelo menos um estudo não encontrou associação. |
| ?               |                | 3q25-27     | Diversos estudos mostraram linkage significante entre autismo e síndrome de Asperger e este locus. Os marcadores mais proeminentes estão na vizinhança de D3S3715 e D3S3037. |
| RELN            |                | 7q21-q36    | Em adultos, acredita-se que a glicoproteína relina está envolvida na formação da memória, neurotransmissão e plasticidade sináptica. Diversos estudos mostraram associação entre o gene REELIN e autismo, mas alguns estudos foram incapazes de duplicar achados de linkage. |
| SLC25A12        |                | 2q31        | Este gene codifica o transportador mitocondrial de aspartato/glutamato (AGC1). Foi encontrado associação significante ao autismo em alguns estudos mas isso não foi replicado em outros e em 2007 um estudo não encontrou evidência convincente de associação de qualquer haplogrupo mitocondrial no autismo. |
| HOXA1and HOXB1  |                | Múltiplos   | Uma conexão foi encontrada entre genes HOX e o desenvolvimento do tronco cerebral embrionário. Em particular, dois genes, HOXA1 e HOXB1, em ratos de “nocaute” transgênico, projetados para que estes genes estivessem ausentes em seus genomas, exibiram diferenças bem específicas do desenvolvimento de tronco cerebral normal, diretamente comparáveis às diferenças do tronco cerebral humano do de um paciente diagnosticado com autismo. Conciatori et al. (2004) encontrou associação de HOXA1 com aumento de circunferência da cabeça. Uma série de estudos não encontraram associação com autismo. A possibilidade persiste de que variantes de alelo único do gene HOXA1 são insuficientes por si só para ativar eventos no desenvolvimento embrionário atualmente associadas a condições de TEA. Tischfield et al. publicou um artigo que sugere que por HOXA1 estar implicado em uma série de mecanismos de desenvolvimento, um modelo envolvendo variantes alélicas múltiplas de HOXA1 em particular podem fornecer noções úteis quanto aos mecanismos herdabilidade envolvidos. Adicionalmente, Ingram et al. mencionou possibilidades adicionais neste cenário. Estudos com ratos transgênicos indicam que há redundâncias espalhadas por genes HOX que complicam a questão e interações complexas entre esses genes podem ter papel em determinar se uma pessoa herdando as combinações requeridas manifestaria uma condição de TEA. -- ratos transgênicos com mutações em tanto HOXA1 quanto HOXB1 exibem anomalias de desenvolvimento muito mais profundas que aqueles em que apenas um dos genes difere da norma conservada. No trabalho original de Rodier, teratogênicos são considerados como tendo influência em adição e que a possibilidade persiste para que uma série de teratogênicos interajam desfavoravelmente com os mecanismos controlados por estes genes. (isso já foi demonstrado com utilizando-se ácido valpróico, teratogênico conhecido, no modelo do rato).                                                                             |
| PRKCB1          |                | 16p11.2     | Philippi et al. (2005) encontrou forte associação entre este gene e autismo. Trata-se de achado recente que precisa ser replicado. |
| TAOK2           |                | 16p11.2     | Richter et al.(2018) encontrou forte associação entre este gene e autismo. |
| MECP2           | 300496, AUTSX3 |             | Mutação neste gene podem gerar TEAs e problemas no neurodesenvolvimento pósnatal. |
| UBE3A           |                | 15q11.2–q13 | O gene imprintado maternalmente UBE3A foi associado à síndrome Angelman. Deficiência de MeCP2 resultou em expressão reduzida de UBE3A em alguns estudos. |
| SHANK3(ProSAP2) |                | 22q13       | O gene chamado SHANK2 (também designado ProSAP2) regula a organização estrutural de receptores de neurotransmissores em espinhas dendríticas pós-sinápticas, fazendo-o um elemento chave em conexões químicas cruciais à comunicação de células nervosas. SHANK3 também é um agente ligante da região cromossômica 22q13 e neuroliginoproteínas; deleções e mutações de SHANK3, 22q13 e genes codificadores de neuroliginas foram encontradas em algumas pessoas com TEA.] Mutações no gene SHANK3 foram fortemente associadas a TEA. Se não adequadamente passado à criança pelo pai (haploinsuficiência) haverá possivelmente mudanças neurológicas significativas que são associadas com ainda outro gene, 22q13, que interage com SHANK3. Alteração ou deleção de qualquer um acarretará em mudanças no outro. Uma deleção de uma cópia única de um gene no cromossomo 22q13 foi correlacionada com atraso de desenvolvimento global, distúrbios severos da fala ou comunicação social e atraso de moderado a profundo de habilidades cognitivas. Comportamento é descrito como “similar a autismo” e inclui alta tolerância a dor e mastigação ou movimentação constante da boca. (ver também síndrome de deleção 22q13) Isto parece estar conectado com o fato de que transmissão de sinal entre células nervosas é alterada na ausência de 22q13. Proteínas SHANK3 também interagem com neuroliginas nas sinapses do cérebro, complicando ainda mais os efeitos diversos das mudanças no nível genético e além. |
| NLGN3           | 300425, AUTSX1 | Xq13        | Neuroligina é uma proteína de superfície celular (homóloga à acetilcolinesterase e outras esterases) que ligam-se a membranas sinápticas. Neuroliginas organizam membranas pós-sinápticas que funcionam para transmitir mensagens (excitatórias) de células nervosas e interromper estas transmissões (inibitórias) Neuroligins organize postsynaptic membranes that function to transmit nerve cell messages (excitatory) and stop those transmissions; Desta forma, neuroliginas ajudam a assegurar transições de sinal entre células nervosas. Neuroliginas também regulam a maturação de sinapses e asseguram que haja proteínas receptoras suficientes na membrana sináptica. Ratos com mutação na neuroligina-3 exibem habilidades sociais reduzidas mas inteligência aumentada. Embora não presente em todos os indivíduos com autismo, estas mutações têm potencial para ilustrar alguns componentes genéticos de TEA. Mesmo assim, um estudo de 2008 não encontrou evidência do envolvimento de neuroligina-3 e neuroligina-4x com TEA de alta funcionalidade. |
| MET             |                | 7q31        | O gene MET (gene do receptor de MET tirosina kinase) ligado ao desenvolvimento cerebral, regulação do sistema imune e reparo do sistema gastrointestinal foi associado ao autismo. Este gene MET codifica uma proteína que emite sinais que ligam o maquinário interno de uma célula. Incapacitar a sinalização do receptor interfere com migração neuronal e perturba crescimento normal no córtex cerebral e similarmente encolhe o cerebelo— Anormalidades também vistas no autismo. Também é sabido ter parte chave no desenvolvimento tanto normal quanto anormal, como metástases cancerígenas. A mutação do gene, tornando-o menos ativo, foi percebida como comum entre crianças com autismo.[118] Mutação no gene MET demonstradamente aumenta o risco de autismo em 2,27 vezes. |
| NRXN1           |                | 2q32        | Em fevereiro de 2007, pesquisadores no Projeto do Genoma do Autismo (uma equipe internacional de pesquisa composta por 137 cientistas de 50 instituições) reportou possíveis implicações em aberrações de um gene de desenvolvimento cerebral chamado neurexina 1 como causa de alguns casos de autismo. Análise de linkage foi feita no DNA de 1181 famílias no que foi o escaneamento genômico de maior escala até então conduzido na pesquisa sobre autismo. O objetivo do estudo era localizar células cerebrais específicas envolvidas no autismo para achar regiões no genoma ligadas a genes de susceptibilidade ao autismo. O foco da pesquisa eram Variações de Número de Cópias (VNCs), partes extra ou faltando em genes. Cada pessoa não possui exatamente uma cópia de genes de cada pai. Cada pessoa, ocasionalmente, possui também cópias múltiplas de um ou mais genes, ou possui genes faltantes. A equipe de pesquisa procurou localizar VNCs quando escanearam o DNA. Neurexina 1 é um dos genes que pode estar envolvido na comunicação entre células nervosas (neurônios). Neurexina 1 e outros genes como ele são muito importantes em determinar como o cérebro está conectado de célula a célula e a transmissão química de informação entre células nervosas. Estes genes são particularmente ativos bem cedo no desenvolvimento cerebral, seja in utero ou nos primeiros meses ou anos de vida. Em algumas famílias, o filho com autismo possuía apenas uma cópia do gene Neurexina 1. Além de localizar possíveis influências genéticas (os achados foram estatisticamente insignificantes), a pesquisa também reforçou a teoria de que o autismo envolve muitas formas de variação genética. Um estudo de 2008 implica o gene da Neurexina 1 em dois indivíduos independentes com TEA e sugere que mudanças sutis ao gene podem contribuir à susceptibilidade a TEA. Uma deleção na Neurexina1 foi observada ocorrendo espontaneamente em uma mão não afetada e foi passada à criança afetada, sugerindo que a mutação possui penetrância incompleta. |
| CNTNAP2         |                | 7q35-q36    | Múltiplos estudos de 2008 identificaram uma série de variantes funcionais do gene CNTNAP2, um membro da superfamília neurexina, que a implicam como contribuidora do autismo. |
| FOXP2           |                | 7q31        | O gene FOXP2 é de interesse porque é conhecido como sendo associado a déficits no desenvolvimento da fala e linguagem. Um estudo de 2008 descobriu que FOXP2 liga a CNTNAP2, regulando-o negativamente e que o caminho FOXP2-CNTNAP2 liga síndromes distintas envolvendo a linguagem. |
| GSTP1           |                | 11q13       | Um estudo de 2007 sugere que o haplotipo GSTP1*A do gene glutationa S-transferase P1 (GSTP1) age na mãe durante a gravidez e aumenta o risco de autismo. |
| PRL, PRLR, OXTR |                | Múltiplos   | Uma metanálise de 2014 encontrou associações significativas entre autismo e diversos polimorfismos de nucleotídeo simples no gene OXTR. |

### Aconselhamento Genético
O autismo é uma doença complexa sob o ponto de vista genético, razão pela qual o aconselhamento genético para ela é bastante desafiador. Primeiramente, são explicados à família do paciente os aspectos genéticos da doença, sendo feita, em seguida, uma avaliação clínica do paciente e de seu histórico familiar. Após discussão e realização dos testes genéticos adequados, os resultados são interpretados e a família é informada quanto ao prognóstico e os tratamentos adequados, bem como quanto aos riscos de recorrência.

Algumas empresas norte-americanas oferecem testes genéticos diretamente ao público (ou seja, sem solicitação e acompanhamento de um profissional médico) para a identificação de genes ligados ao autismo, prática que não é permitida no Brasil, razão pela qual não há empresas brasileiras oferecendo esse serviço. Apesar de tais testes auxiliarem na identificação de possíveis causas genéticas do quadro de autismo apresentado pelo paciente, o diagnóstico não pode ser feito exclusivamente por meio deles, uma vez que se trata de doença cujo diagnóstico depende obrigatoriamente de uma avaliação clínica do paciente.

É importante destacar que os testes genéticos indicam como causadoras de autismo as variantes genéticas que estejam associadas a alto risco de desenvolvimento da doença, enquanto variantes de baixo risco, associadas a formas poligênicas ou multifatoriais de TEA, ainda não são reconhecidas pelos testes. Assim, as famílias devem estar cientes de que somente em um baixo número de casos os testes genéticos serão capaz de fornecer um diagnóstico preciso. Ainda, em muitos dos casos de autismo não há sinais clínicos indicando uma alteração genética específica, sendo importante lembrar também que o transtorno pode ser parte dos sintomas de outras doenças. Consequentemente, exceto nos casos em que se detecte uma mutação cujos padrão de herança e fenótipo associado já são conhecidos, o que o teste apresentará às famílias será apenas um panorama quanto aos fatores de risco genético presentes naquele caso, bem como uma eventual previsão quanto à severidade do fenótipo (previsão essa que muitas vezes é incerta).

### Tratamento: utilização de novas tecnologias
Apesar de não haver cura para o autismo, há iniciativas sendo realizadas no sentido de diminuir ou mesmo eliminar os sintomas relacionados às diferentes manifestações do Transtorno do Espectro Autista. Em meados de 2018 um grupo de cientistas ligados às Universidades do Texas e da Califórnia anunciou o resultado de trabalhos desenvolvidos com a tecnologia CRISPR/Cas no que diz respeito ao tratamento de sintomas da Síndrome do X Frágil (transtorno médico que muitas vezes aparece em associação com o autismo, conforme já indicado acima), tendo conseguido diminuir o padrão de repetição de comportamentos apresentado pelos ratos objeto do estudo. Esse foi o primeiro caso em que cientistas conseguiram editar, no tecido nervoso cerebral, um gene ligado ao autismo e alcançar diminuição dos sintomas comportamentais.
O cientista chefe do grupo da Universidade do Texas esclarece que ainda são necessários muitos anos de estudo para aplicação dessa tecnologia em humanos, mas que as famílias não devem perder a esperança.

## Fatores ambientais e autismo
A Dra. Stephanie Seneff, pesquisadora do MIT e estudiosa sobre o assunto, destaca que a taxa de crescimento do autismo nos últimos 50 anos foi alta demais para poder ser atribuída apenas aos avanços diagnósticos. No início da década de 2010, as taxas de autismo haviam triplicado, o que a Dra. atribui a uma “epidemia ambiental”, e não a causas genéticas.

Outros pesquisadores além da Dra. Seneff vêm prestando atenção no aumento da prevalência do autismo e na potencial relação disso com as toxinas presentes no ambiente ao qual estamos expostos. Estudos realizados pelo grupo CHARGE, ligado à Universidade da Califórnia, indicam que os fatores ambientais que contribuem com o desenvolvimento do autismo ainda não são bem conhecidos. Estudos realizados por pesquisadores ligados à Universidade de Ulm, na Alemanha, indicam ser provável que a soma de uma determinada combinação de genes relacionados ao autismo com a exposição a certos fatores ambientais talvez resulte no desenvolvimento da doença por alguns indivíduos. Tais estudos destacam, no entanto, que esses “fatores ambientais” envolveriam não apenas a exposição a toxinas, mas também a idade dos pais na época da concepção do paciente, prematuridade, nutrição durante a gravidez e até mesmo se a mãe sofreu alguma infecção durante a gestação.

Estudos visando relacionar o desenvolvimento de autismo com eventos ocorridos durante a gravidez identificaram também a diabetes gestacional e medicações eventualmente administradas à mãe como fatores de risco, além dos já mencionados acima. A exposição do feto a infecções seria um fator de risco significativo, entendendo-se que a resposta imune da mãe à presença do vírus poderia interferir no desenvolvimento neuronal da criança. No tocante às medicações, são destacadas a exposição ao valproato sódico (comumente utilizado no tratamento de epilepsia, por ex.), e a antidepressivos. Por fim, no que se refere a substâncias tóxicas, destaca-se o aumento de risco de desenvolvimento de autismo em decorrência da exposição a inseticidas organofosforados, como o Clorpirifós.